# 고민혁
고민혁(1996년 2월 10일 ~ )은 대한민국의 축구 선수이며 포지션은 미드필더이다.

## 축구인 경력

### 선수 경력
현대고등학교 졸업 후 울산 현대에 입단했으며, 2015 시즌 중반 대전 시티즌에 임대 이적하여 7월 5일 전북과의 홈 경기에서 페널티킥을 통하여 프로 데뷔골을 기록하였다.
2016시즌에는 부상으로 리그 단 한 경기 출장에 그쳤다.
2016시즌을 끝으로 임대기간 만료로 대전을 떠났으며, 2017년 2월 15일 서울 이랜드 FC로 이적하였다. 2017년 9월 반월판 수술을 받았다.
2018시즌을 앞두고 서울 TNT 창천 FC와 계약을 체결했다. 2018년 10월 방글라데시의 아바하니 FC에 입단했다.
2020시즌을 앞두고 K4리그의 FC 남동에 입단했다.